# 栗藤
栗藤（幼名及繁殖名：年藤），是日本純种競賽馬匹。生涯活躍於中長途賽事，曾勝出東京優駿競走、阪神優駿牝馬以及京都農林省賞典四歲呼馬，同時亦以生涯十一戰全勝創下日本包含八大競走賽在內的重要賽事全勝紀錄，因而被譽為「日本史上最強雌馬」並在1984年入選殿堂馬。

## 出賽前
1940年3月12日出生在戰前日本育馬者兩大巨頭之一、位於千葉縣遠山村（今成田市）下總御料牧場。
於出生後，根據牧場的習慣以代表出生年份的字及代表母系的字，被給予年藤這個幼名。
而在1942年成長途中，其於拍賣回上被新晉馬主栗林友二以4萬日圓的高價購入。作為對比，當時的東京優駿競走冠軍僅有1萬日圓。
其後並命名為栗藤，並交由東京競馬場練馬師尾形景造（尾形藤吉）訓練。

## 競賽生涯

### 4歲（現3歲）
1943年其開始着手準備出道，但因為腳部問題導致的訓練進度延遲而未能趕上橫濱農林省賞典四歲呼馬。
最終陣營選定5月16日東京競馬場的新呼馬戰作為栗藤的首秀，在所有對手之中取得第一人氣。比賽開始後，其隨即選擇在較前方的位置推進，在直路展現速度下迅速取得領先，最終以1馬位優勢壓贏另一匹備受矚目的賽駒Toshishiro取得首勝利。
5月30日出戰4歲呼馬戰，於比賽途中保持穩定的走勢下最終以超過10馬位的大差拉開中山四歲牝馬特別冠軍Miss Theft取得勝利。
1勝利後隨即以連鬥姿態出戰東京優駿競走，於25匹馬競逐的賽事中其抽獲第10檔。於1943年時，日本仍然採用跳欄賽事的方式起步，工作人員將會操控機器將馬匹前方的繩子拉起，馬匹便可以順着起步的指令從下方穿過。而這種方式使得馬匹之間並沒太多分隔，不少騎師會趁着繩子拉起時的時間空隙迅速搶佔位置。然而於是次比賽開始後，騎師前田長吉顯然未能搶佔有利位置，使得栗藤被左右兩匹賽駒夾擊的情況下漏閘。縱然如此，其仍然保持在後方內欄位置從容推進，在彎道處開始接受前田的指揮發力上前。進入直路後，其於中前方位置開始展開加速並迅速透出，最終在中段經已取得莫大的優勢並帶至終點，以6馬位優勢贏得首個五大賽事冠軍，亦以2分31 4/5秒的時間打破紀錄。
於夏季休息過後在9月出戰普通的古呼馬戰，面對上年度京都農林省賞典四歲呼馬冠軍Hayatake，其延仍然可以施展優秀的步伐，最終在直路上將對手拉開3馬位取得勝利。
在前哨戰勝出後，其隨即前往京都競馬場參戰阪神優駿牝馬，面對此前擊敗過的Miss Theft，其屋仍然可以展現出實力的差距，最終以10馬位優勢再度取得勝利。
休養僅20日後再度出戰古呼馬戰，在2000米的首戰中其在中段經已開始加速上前，最終以10馬位優勢大勝。而1星期後增程至2600米亦能保持優勢，再度以10馬位優勢取得勝利，實力差距程度甚至令評述員驚呼：「第一名是栗藤，第二名是……看不見！」（1着はクリフジ、2着は……見えません！）
進入11月後隨即挑戰京都農林省賞典四歲呼馬，於8匹馬出賽的賽事之中，栗藤絲毫沒有給予對手機會，最終再度以10馬位以上的大差差距取勝，同時亦為此賽事以及其後的菊花賞唯一一次大差。
然而在年末，東條內閣因應太平洋戰爭的爆發，決定徹底中止競馬活動，以便將競馬相關設施改為軍用。於時任日本競馬會理事長安田伊左衛門的力爭下，競馬界勉強保住來東京競馬場及京都競馬場，但亦僅能有限度地舉行能力檢定競走，意味栗藤作為年長馬匹的生涯出賽將會受到限制。

### 5歲（現4歲）
1944年4月23日出戰年度首戰呼駈5歲牝馬戰，於比賽途中雖然未有上年度的掣肘力，但亦能以5馬位優勢取得勝利。
1星期後再度出賽出戰呼駈5歲戰挑戰雄馬，最終輕鬆取得領先下成功拉開後方10個馬位，再度拿下一場大勝。
休整過後出戰春季橫濱紀念，於比賽途中其迅速進佔前方位置，在彎道處開始發力下在直路迫近其他對手，最終以6個馬位優勢以及破記錄的2分39 4/5秒時間取得首個年長馬重賞賽事。
贏得春季橫濱紀念後準備遠征關西出戰春季帝室御賞典，然而到達京都競馬場後因感冒發燒，最終避戰。
6月中旬，春季能力檢定競走結束後，安田提交了秋季比賽的計劃書，但卻被告知東京競馬場將被徵用。經過反覆協商後，最終競馬資源進一步被削減，只剩下京都競馬場能舉行賽事並只限4歲馬匹參戰，年藤因而被迫退役。

### 詳細賽績
| 日期       | 舉辦國家 | 馬場 | 距離   | 級別     | 賽事名稱               | 負重 | 騎師     | 馬號 | 出馬 | 名次 | 時間     | 頭馬（二馬）    |
| ---------- | -------- | ---- | ------ | -------- | ---------------------- | ---- | -------- | ---- | ---- | ---- | -------- | --------------- |
| 16/5/1943  | 日本     | 東京 | 草1800 |          | 新呼馬                 | 52   | 前田長吉 | 4    | 5    | 1    | 1:58 0/5 | （Toshishiro）  |
| 30/5/1943  | 日本     | 東京 | 草1600 |          | 4歲呼馬                | 53   | 前田長吉 | 6    | 7    | 1    | 1:42 2/5 | （Miss Theft）  |
| 6/6/1943   | 日本     | 東京 | 草2400 | 五大競走 | 東京優駿競走           | 55.5 | 前田長吉 | 10   | 25   | 1    | 2:31 4/5 | （King Zeya）   |
| 25/9/1943  | 日本     | 阪神 | 草2400 |          | 古呼馬                 | 57   | 前田長吉 | 2    | 7    | 1    | 2:34 4/5 | （Hayatake）    |
| 3/10/1943  | 日本     | 京都 | 草2400 | 五大競走 | 阪神優駿牝馬           | 57   | 前田長吉 | 8    | 10   | 1    | 2:34 0/5 | （Miss Theft）  |
| 23/10/1943 | 日本     | 京都 | 草2000 |          | 古呼馬                 | 63   | 前田長吉 | 11   | 11   | 1    | 2:07 0/5 | （Sherry Lite） |
| 31/10/1943 | 日本     | 京都 | 草2600 |          | 古呼馬                 | 62.5 | 前田長吉 | 2    | 5    | 1    | 2:53 1/5 | （Hotoku Yama） |
| 4/11/1943  | 日本     | 京都 | 草3000 | 五大競走 | 京都農林省賞典四歲呼馬 | 55.5 | 前田長吉 | 5    | 8    | 1    | 3:19 3/5 | （Hirosakura）  |
| 23/4/1944  | 日本     | 東京 | 草1600 |          | 呼駈5歲牝馬            | 60   | 前田長吉 | 無   | 9    | 1    | 1:48 2/5 | （Muraft）      |
| 30/4/1944  | 日本     | 東京 | 草2000 |          | 呼駈5歲                | 58.5 | 前田長吉 | 無   | 3    | 1    | 2:17 2/5 | （Tsugaru）     |
| 7/5/1944   | 日本     | 東京 | 草2400 | 重賞     | 春季橫濱紀念           | 58.5 | 前田長吉 | 無   | 3    | 1    | 2:39 4/5 | （Tsugaru）     |

## 退役後
退役後，栗藤成為了配種馬，被購回後在千葉縣遠山村（今成田市）下總御料牧場休養並恢復年藤之名，在1945年進行配種。首匹子嗣Toano Fuji在1946年出生，可於1947年出賽。1953年12月27日，Ichijo在雲旗紀念取勝，成為首匹勝出重賞的子嗣。1954年4月30日，Yamaichi於櫻花賞取勝，成為首匹勝出八大競走賽事的子嗣。同年5月22日，Yamaichi在優駿牝馬中取勝，成為首對制霸此賽事的母女。
1964年9月10日，栗藤因衰老以24歲高齡死亡。

### 主要子嗣

#### 八大競走優勝子嗣
粗體字為八大競走
1951年生
- Yamaichi（櫻花賞、優駿牝馬）

#### 重賞優勝子嗣
1950年生
- Ichijo（雲旗紀念）

1953年生
- Homaremon（東部金盃）

### 詳細繁殖資料[4]
| 數目     | 馬名         | 出生年 | 性別 | 父系            | 練馬師           | 馬主     | 戰績                                                 |
| -------- | ------------ | ------ | ---- | --------------- | ---------------- | -------- | ---------------------------------------------------- |
| 第一匹   | Toano Fuji   | 1946   | 雄   | Shian Mor       | 東京・尾形藤吉   | 前田     | 53戰15冠12亞9季（退役・種馬）                        |
| 第二匹   | 年藤1947     | 1947   |      | Theft           |                  |          | （未出賽）                                           |
| 第三匹   | 年藤1948     | 1948   |      | Theft           |                  |          | （未出賽）                                           |
| 第四匹   | Theft Y.     | 1949   | 雄   | Theft           |                  |          | 記錄缺失                                             |
| 第五匹   | Ichijo       | 1950   | 雌   | Theft           | 東京・尾形藤吉   | 遠田     | 32戰7冠2亞6季（退役・繁殖） 重賞1勝                  |
| 第六匹   | Yamaichi     | 1951   | 雌   | Toshishiro      | 東京・尾形藤吉   | 永田雅一 | 29戰5冠4亞5季（退役・繁殖） 重賞2勝、內含八大競走2勝 |
| 第七匹   | 年藤1952     | 1952   |      | Miharu O        |                  |          |                                                      |
| 第八匹   | Homaremon    | 1953   | 雄   | Greylord        | 東京・尾形藤吉   | 永田雅一 | 40戰8冠13亞6季（退役・種馬） 重賞1勝                 |
| 第九匹   | Fuji O       | 1954   | 雄   | Greylord        | 東京・尾形藤吉   | 永田雅一 | 49戰6冠9亞6季（退役）                                |
| 第十匹   | 年藤1955     | 1955   |      | Greylord        |                  |          | （未出賽）                                           |
| 第十一匹 | 年藤1956     | 1956   |      | Greylord        |                  |          | （未出賽）                                           |
| 第十二匹 | 年藤1957     | 1957   |      | Greylord        |                  |          | （未出賽）                                           |
| 第十三匹 | Mejiro Fuji  | 1958   | 雌   | Greylord        | 東京・大久保末吉 | 北野豐吉 | 31戰2冠2亞4季（退役・繁殖）                          |
| 第十四匹 | 年藤1959     | 1959   |      | Greylord        |                  |          | （未出賽）                                           |
| 第十五匹 | 年藤1960     | 1960   |      | Miner's Lamp    |                  |          | （未出賽）                                           |
| 第十六匹 | Sugayahomare | 1961   |      | Turk's Reliance |                  |          | 38戰7冠8亞6季（退役）                                |
| 第十七匹 | 年藤1962     | 1962   |      | Kegon           |                  |          | （未出賽）                                           |
| 第十八匹 | 年藤1963     | 1963   |      | Si Furieux      |                  |          | （未出賽）                                           |
| 第十九匹 | 年藤1964     | 1964   |      | Top Run         |                  |          | （未出賽）                                           |

## 血統簡介
父系Tournesol為英國賽駒，生涯曾勝出太子妃錦標，退役後被引入日本作為種馬使用，為戰前日本競馬最具代表性的一匹種馬。祖父Gainsborough為英國賽駒，生涯戰績彪炳，為1918年英國三冠得主，同時亦勝出雅士谷金盃。
母系賢藤為日本馬匹，生涯無出賽記錄。外祖父Chapel Brampton為英國賽駒，因年代久遠未能查找都出賽記錄，在退役後被引入日本作為種馬使用，於上世紀初改變了日本的育馬生態。

### 血統表
| 父線：Gainsborough系（Touchstone系）                           |                                |                    |                  |
| 種馬 Tournesol 1922年（棗色）                                  | Gainsborough 1915年（棗色）    | Bayardo            | Bay Ronald       |
| 種馬 Tournesol 1922年（棗色）                                  | Gainsborough 1915年（棗色）    | Bayardo            | Galicia          |
| 種馬 Tournesol 1922年（棗色）                                  | Gainsborough 1915年（棗色）    | Rosedrop           | St. Frusquin     |
| 種馬 Tournesol 1922年（棗色）                                  | Gainsborough 1915年（棗色）    | Rosedrop           | Rosaline         |
| 種馬 Tournesol 1922年（棗色）                                  | Soliste 1910年（棕色）         | Prince William     | Bill of Portland |
| 種馬 Tournesol 1922年（棗色）                                  | Soliste 1910年（棕色）         | Prince William     | La Vierge        |
| 種馬 Tournesol 1922年（棗色）                                  | Soliste 1910年（棕色）         | Sees               | Chesterfield     |
| 種馬 Tournesol 1922年（棗色）                                  | Soliste 1910年（棕色）         | Sees               | La Goulue        |
| 繁殖雌馬 賢藤 1926年（栗色）                                   | Chapel Brampton 1912年（栗色） | Beppo              | Marco            |
| 繁殖雌馬 賢藤 1926年（栗色）                                   | Chapel Brampton 1912年（栗色） | Beppo              | Pitti            |
| 繁殖雌馬 賢藤 1926年（栗色）                                   | Chapel Brampton 1912年（栗色） | Mesquite           | Sainfoin         |
| 繁殖雌馬 賢藤 1926年（栗色）                                   | Chapel Brampton 1912年（栗色） | Mesquite           | St. Silave       |
| 繁殖雌馬 賢藤 1926年（栗色）                                   | 種光 1919（栗色）              | Rushcutter         | Persimmon        |
| 繁殖雌馬 賢藤 1926年（栗色）                                   | 種光 1919（栗色）              | Rushcutter         | Curtstone        |
| 繁殖雌馬 賢藤 1926年（栗色）                                   | 種光 1919（栗色）              | Daini Astonishment | Intaglio         |
| 繁殖雌馬 賢藤 1926年（栗色）                                   | 種光 1919（栗色）              | Daini Astonishment | Astonishment     |
| 雌系：號族：7-c                                                |                                |                    |                  |
| 五代內近親交配：St. Frusquin 4×5、St. Simon 5×5×5、Hampton 5×5 |                                |                    |                  |

## 命名由來
名字Kurifuji（クリフジ）出自馬主栗林友二姓氏中的「栗」結合幼名年藤中的「藤」。

## 評價
現役时期的栗藤就得到了极高的评价。她身材强壮，164cm的肩高、183cm的胸围远远超过当时種馬的平均水平。在当时，这样强壮的马极为少见，更不要说是雌马。練馬師尾形藤吉回忆起这匹马时说道：「古往今来从来没有这么强的牝马，就像是平安时代女将巴御前一样。」
当然，经常被提起的一句评论来自「皇帝」魯鐸象徵的練馬師野平祐二。在被《优骏》杂志问及「谁是日本史上最强马」时，即使野平亲眼见过另一匹也被认为是日本史上最强马之一的賽駒，野平仍然毫不犹豫地给出了栗藤的名字。野平祐二评价道：「那匹马的等级是完全不同的。」

## 其他
主战骑手前田長吉后来被征召入伍，成为了一名辎重兵。战后被拘留在西伯利亚，被苏联人押到贝加尔湖东南的赤塔州进行强制劳动。1946年2月28日，前田长吉满23歲5日后，最終病死在西伯利亚，成为了死在那里的至少几万名日本战俘其中的一员。

## 外部連結
- 栗藤 netkeiba.com
- 血統表